# Bruchidius comptus
Bruchidius comptus là một loài bọ cánh cứng trong họ Bruchidae. Loài này được Sharp miêu tả khoa học năm 1886.